# 張其彭
張其彭（1906年10月20日—1994年8月26日），字壽民。河南省確山縣人。民國38年（1949年）在河南省第四選區遞補當選第一屆立法委員。

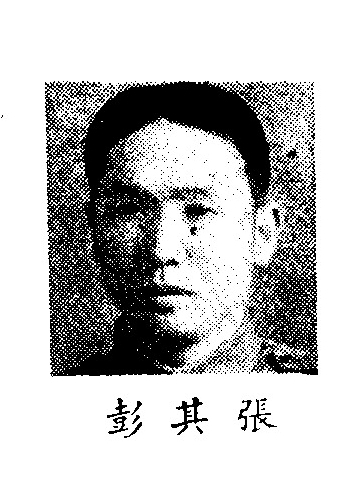
出席制憲國民大會代表時

## 生平[4][5][6][7][8][9]
- 河南留學歐美預備學校肄業
- 中山大學畢業
- 西北游幹班三期畢業
- 革命實踐研究院十三期畢業
- 黨政軍聯合作戰研究班七期畢業
- 河南確山縣第二區長，因捲款潛逃被通緝[10]，後取消通緝[11]，恢復黨籍[12]
- 河南省軍管區主任秘書、特別黨部委員、師政治部主任
- 制憲國大代表
- 河南省參議員
- 憲政實施促進委員會委員
- 戡亂動員委員會委員
- 立法委員
- 1994年8月26日病逝[13]